# Trzęsienie ziemi na Alasce (1964)
Trzęsienie ziemi na Alasce, 1964, zwane też trzęsieniem wielkopiątkowym (Good Friday Earthquake) lub wielkim trzęsieniem alaskańskim (Great Alaska Earthquake) – trzęsienie ziemi o magnitudzie 9,2, które nawiedziło południową Alaskę 27 marca 1964. Epicentrum tego drugiego najsilniejszego w historii wstrząsu sejsmicznego znajdowało się w Zatoce Księcia Williama. Trzęsienie oraz wywołane przez nie tsunami zabiło 131 osób (inne źródła podają 125 osób). Straty materialne oszacowane zostały wówczas na około 300 mln dolarów.
Wstrząs trwał około 3 minuty. Siła wstrząsu była tak duża, że doszło do znacznych przekształceń powierzchni ziemi – wysokość niektórych poziomych przesunięć dochodziła do 13–15 m. Najwyższą wysokość fali tsunami odnotowano w niewielkiej zatoce Valdez – 67 m.

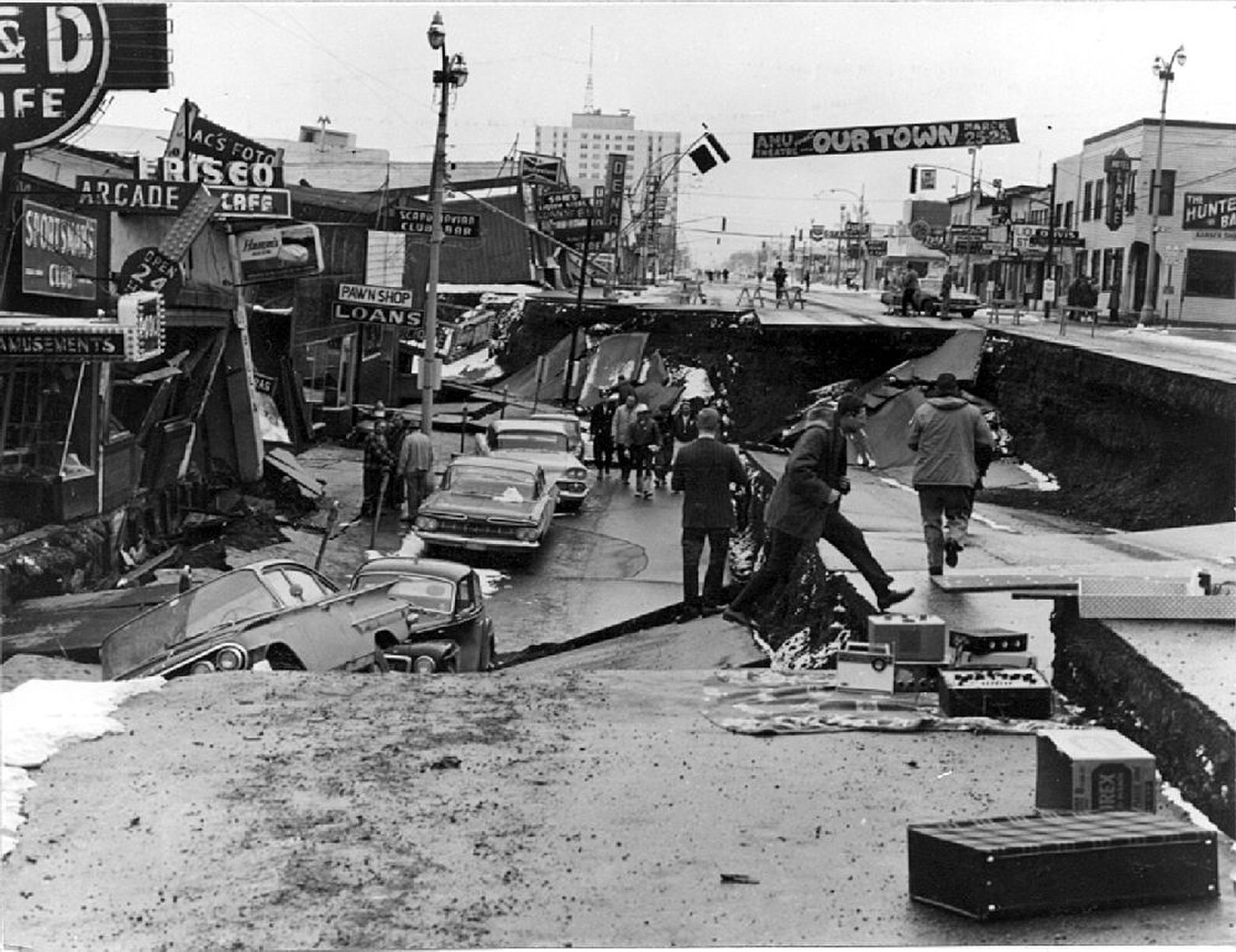
Zniszczenia wywołane przez trzęsienie

Trzęsienie ziemi odczuwane było w położonym o 120 km od epicentrum największym mieście Alaski Anchorage. Zginęło tutaj 9 osób, jedyne ofiary, których śmierć przypisywana jest samemu wstrząsowi. Pozostałe 122 ofiary zginęły na skutek uderzenia fal tsunami – 106 na Alasce, 16 poza nią. Inne ważniejsze miejscowości Alaski, m.in. Kodiak, Seward czy Valdez, zostały zniszczone wskutek nałożenia się tragicznych skutków trzęsienia ziemi, tsunami, osuwisk ziemi oraz pożarów. Niektóre z miejscowości musiały być odbudowane od nowa, niekiedy w nowych bezpieczniejszych miejscach.
Fala tsunami dotarła też do położonych bardziej na południe wybrzeży Kanady i Stanów Zjednoczonych, niszcząc wiele nadbrzeżnych miejscowości.